# Giuseppe Aprile

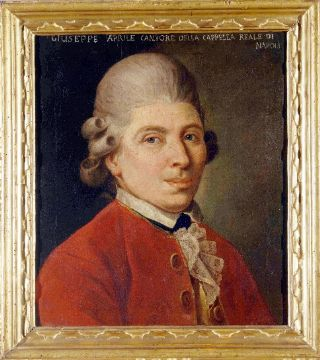
Giuseppe Aprile, ca. 1780

Giuseppe Aprile, genannt Scirolino oder Sciroletto (* 28. Oktober 1732 in Martina Franca (Taranto); † 11. Januar 1813 ebenda) war ein italienischer Sänger und Kastrat (Sopran) mit großer Karriere in Italien, Spanien und Stuttgart. Er war auch Gesangslehrer und Komponist.

## Leben
Seine Eltern waren Fortunato Aprile und Anna Vita Cervellera. Fétis und Volpicella geben ein falsches Geburtsjahr an (1738 bzw. 1746). Der Vater war neben seinem Beruf als Notar auch ein begeisterter Musikliebhaber und Kirchensänger in der Gemeindekirche von Martina Franca. Er unterrichtete seinen Sohn ursprünglich selber und gab offensichtlich auch sein Einverständnis für dessen Kastration, die mit 11 Jahren vorgenommen wurde, um seine schöne Stimme zu erhalten. Mit 19 Jahren wurde Giuseppe nach Neapel geschickt und nahm ab dem 28. April 1751 privaten Gesangsunterricht bei Gregorio Scirolì. Vom Nachnamen seines Lehrers leitet sich Apriles Spitzname Scirolino oder Sciroletto ab. (Einige Autoren, darunter Villarosa und Florimo behaupteten fälschlicherweise, dass er am Conservatorio della Pietà dei Turchini studierte).
Am 23. September 1752 wurde Giuseppe Aprile als Sopranist in der Königlichen Kapelle von Neapel eingestellt, für monatlich 20 Carlini. Seinen ersten Auftritt auf der Opernbühne hatte er 1752 in Rom in Scirolìs Il barone deluso. In der Spielzeit 1753–1754 sang er am Teatro San Carlo in Neapel eine kleine Nebenrolle in Niccolò Jommellis Ifigenia in Aulide. Dieser Komponist sollte in Apriles weiterer Karriere noch eine bedeutende Rolle spielen.
Nachdem er im April 1754 in Rom in einem Oratorium gesungen hatte, trat er Ende desselben Jahres im römischen Teatro Aliberto delle Dame zum ersten Mal als primo uomo auf, in Francesco Saverio Garcias Oper Pompeo Magno in Armenia. 1755–1756 war er am Teatro ducale in Parma, unter anderem in Issipile von Baldassare Galuppi und in La buona figliuola von Egidio Duni. Statt nach Neapel zurückzukehren, trat er aus der dortigen Königlichen Kapelle aus, und folgte einer Opernkarriere, die ihn an die bedeutendsten Theater Italiens und ins Ausland führte.
Giuseppe Aprile war mittlerweile so berühmt, dass er im Frühling 1758 nach Spanien gerufen wurde, um im Theater von Aranjuez für eine königliche Summe den Leucippo in Nicola Confortos Oper La Forza del genio o sia il Pastor guerriero zu singen.
Im Karneval 1759–1760 sang er mit blendendem Erfolg in Venedig am Teatro San Benedetto, u. a. in La clemenza di Tito von Giuseppe Scarlatti. Er galt nun als einer der besten Sänger Italiens und „seine Art zu Singen“ wurde „allgemein von Allen geschätzt“ („...il suo modo di cantare gradito universalmente da tutti“), berichtete Graf Giuseppe Finocchietti in einem Brief vom 29. Dezember 1759.
1760 ging er zum ersten Mal nach Stuttgart, wo er vor allem in Opern von Jommelli sang, darunter 1763 in Didone abbandonata, in La bergère illustre, und 1764 in Demofoonte.
Zwischenzeitlich engagierte man ihn 1765–1766 am San Carlo in Neapel. Dort sang er neben der Primadonna Antonia Maria Girelli Aguilar in den Opern Il re pastore von Niccolò Piccinni (30. Mai), Creso von Antonio Sacchini (4. November), Romolo ed Ersilia von Johann Adolph Hasse (25. Dezember) und Arianna e Teseo von Pasquale Cafaro (20. Januar 1766).
Nach einem Aufenthalt in Palermo ging Giuseppe Aprile im November 1767 für eine Summe von jährlich 6000 Fiorin wieder an den Hof von Herzog Carl Eugen von Württemberg nach Stuttgart, zusammen mit seinem Bruder Raffaele, der als Geiger nur 600 Fiorin verdiente. Hier sang er in den nächsten eineinhalb Jahren wiederum in diversen Werken von Jommelli: in der Opera buffa La Critica, der Opera seria Fetonte, in Il cacciatore deluso und in der Serenata Die gekrönte Eintracht (L'unione coronata). Das letzte Werk, in dem er am Stuttgarter Hof mitwirkte, war La schiava liberata (18. Dezember 1768). Mitte März 1769 reiste er – angeblich nur für einen vorübergehenden Aufenthalt – zurück nach Italien und hinterließ einen Berg Schulden. Zur großen Enttäuschung des Herzogs kam er jedoch nicht wieder zurück.
Der junge Wolfgang Amadeus Mozart und sein Vater hatten auf ihrer Italienreise 1770 dreimal Gelegenheit, Aprile singen zu hören, zuerst im Januar in Mailand während einer Messe, dann im März in Bologna in einem Konzert im Palazzo des Grafen Gian Luca Pallavicini, und zuletzt am 30. Mai in Neapel im Teatro San Carlo in Jommellis Armida abbandonata. Mozart lobte in Briefen an seine Schwester Nannerl die schöne und ausgewogene Stimme des Sängers und fand ihn in Jommellis Oper unvergleichlich (Brief an Nannerl vom 5. Juni 1770). Später im selben Jahr hörte ihn auch Charles Burney (siehe unten).
In den folgenden Jahren hatte Giuseppe Aprile Auftritte in Neapel (1772–1773), Turin (1772 und 1776), Florenz (1774–1775 und 1777) und Rom (1779–1780). Im Herbst 1777 in Florenz sang er in den Opern Medonte re d’Epiro von Giuseppe Sarti und Creso re di Lidìa von Giovanni Battista Borghi. Zu dieser Zeit erschien in London ein Artikel, in dem der 45-jährige Aprile als „alter Sänger“ bezeichnet wurde, der nicht mehr auf der Höhe seiner einstigen Erfolge sei. Dagegen feierte die Gazzetta Universale am 25. Oktober 1777 (Nr. 85, S. 678) seine Leistungen in denselben Opern als Triumph. Auch der Bildhauer Antonio Canova war noch 1780 hingerissen von Apriles Gesang, als er ihn im Teatro Alibert in Rom in Cimarosas Caio Mario und Anfossis Tito nelle Gallie hörte.
Der Sänger kehrte 1783 nach Neapel zurück und trat in der Königlichen Kapelle die Nachfolge des kürzlich verstorbenen, berühmten Caffarelli als erster Sopran an. Einen letzten öffentlichen Auftritt hatte Aprile beim Fest der Maria SS. Addolorata in der Servitenkirche von Neapel am 17. und 18. September 1785 in Werken von Pergolesi und soll „wahrlich wie ein Engel“ gesungen haben („veramente angelica“, laut Padre G. Della Valle).
Neben und nach seiner Opernlaufbahn gab Giuseppe Aprile Gesangs- und Musikunterricht. Zu seinen Schülern gehören Domenico Cimarosa, die Tenöre Michael Kelly und Manuel García (?), sowie Lady Hamilton. Am 12. Juli 1798 trat er von seiner Stelle in der Königlichen Kapelle in Neapel in den Ruhestand, mit einer Pension von 35 Dukaten.
Bei seiner Rückkehr nach Martina Franca geriet er in einen Volksaufstand wegen der Einberufung von Soldaten durch die Bourbonen gegen die Franzosen, die Rom besetzt hielten. Nur durch das Eingreifen des Sängers konnte verhindert werden, dass man das Haus des Bürgermeisters in Brand steckte.
Giuseppe Aprile starb in Martina Franca am 11. Januar 1813.

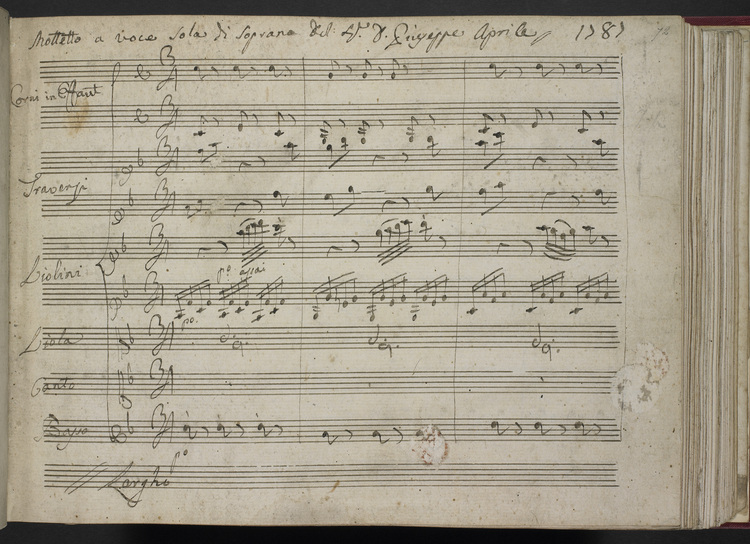
Beginn von Giuseppe Apriles Arie Placidi venti ameni (British Library, Add MS 14193, f72r)

1791 erschien in London bei Broderip zum ersten Mal Giuseppe Apriles einflussreiche Gesangsschule unter dem Titel: The Modern Italian Method of Singing, with a Variety of Progressive Examples and Thirtysix Solfeggi by Sigr. D. G. Aprile. Sie erlebte mehrere Auflagen auch in Italien, Frankreich und Deutschland, und wurde noch 1942 von Ricordi, Mailand, neu gedruckt. Seine 36 beliebten Solfeggien behandeln verschiedene Ornamente des Gesangs, darunter Triller und Passagen, und in seinen theoretischen Instruktionen erklärte Aprile u. a. die Bedeutung einer perfekten Intonation, besonders in Sprüngen, und des messa di voce.
Aprile komponierte auch verschiedene Einzelwerke, vor allem Arien und Duette, von denen einige zu Lebzeiten veröffentlicht wurden und im British Museum in London erhalten sind; andere befinden sich in Form von Manuskripten in den Bibliotheken des Conservatorio San Pietro a Majella in Neapel und im Conservatoire Royal in Brüssel.

## Stimme und Kunst
„Die Ornamente und Verzierungen der Sänger  müssen aus dem Charakter der Melodie entwickelt werden, der Ausdruck aus dem Charakter der Worte.“

Giuseppe Aprile galt als einer der bedeutendsten Sänger seiner Zeit. Außer Mozarts und Canovas oben erwähnte schmeichelhafte Aussagen über seinen Gesang schrieben auch einige andere Musikkenner über ihn: Sein Schüler Michael Kelly bezeichnete ihn als „Vater aller Sänger“ und war ihm sehr dankbar für seinen Unterricht. Giovanni Marco Rutini (in einem Brief an Padre Martini, Livorno, 22. März 1764) hielt Aprile für einen vollkommenen Sänger und lobte darüber hinaus seine Schauspielkunst.
Ein nicht ganz positives Urteil fällte Charles Burney, der ihn in Jommellis Demofoonte (Neapel, 31. Oktober 1770) gehört hatte. Er fand Apriles Stimme zu „schwach und ungleich, doch ist er in seiner Intonation standfest; seine Person ist wohl gebildet, sein Triller gut und er hat viel Geschmack und Ausdruck“.
Christian Friedrich Daniel Schubart kannte „Aprili“ offenbar aus Stuttgart und widmete ihm einen Abschnitt in seinen Ideen zu einer Aesthetik der Tonkunst (Stuttgart, 1806), wo er ihn „die ehemalige Zierde des Württembergischen Theaters“ nannte:

„...und einer der vollkommensten Sänger der Welt. Er sang mit der Reinigkeit einer Silberglocke bis ins drey gestrichene c, hatte tiefe Kenntnis des Gesangs, und ein warmes fluthendes Herz. Sonderlich verstand er die Kunst, eine Arie mehrmahls mit ausserordentlichem Genie zu variren (sic!) im höchsten Grade. Selbst der unsterbliche Jomelli gestand, dass er diesem grossen Sänger vieles zu verdanken habe.“

## Rollen (Auswahl)
- Euribate in Ifigenia in Aulide von Niccolò Jommelli und Tommaso Traetta (Neapel, 1752)[7]
- Edelberto in Ricimero re de' Goti von Baldassare Galuppi (Neapel, 1753)
- Publio Cornelio Scipione in Livia Claudia Vestale von Nicola Conforto (Rom, 1755)
- Pompeo in Pompeo magno in Armenia von Francesco Saverio Garzia (Rom, 1755)
- Cesare in Catone in Utica von Francesco Poncini (Parma, 1756)
- Giasone in Issipile von Baldassare Galuppi (Parma, 1756)
- Demetrio in Antigono (Komponist unbekannt; Lucca, 1756)
- Timante in Demofoonte von Antonio Gaetano Pampani (Rom, 1757)
- Ezio in Ezio von Tommaso Traetta (Rom, 1757)
- Aminta in Il re pastore von Antonio Mazzoni (Bologna, 1757)
- Linceo in Ipermestra (Komponist unbekannt; Venedig, 1757)
- Enea in Didone abbandonata von Tommaso Traetta (Venedig, 1757)
- Ciro in Ciro riconosciuto von Niccolò Jommelli (Mantua, 1758)
- Timante in Demofoonte von Tommaso Traetta (Mantua, 1758)
- Sesto in La clemenza di Tito von Giuseppe Scarlatti (Venedig, 1760)
- Cosrovio in Gianguir von Vincenzo Ciampi (Venedig, 1760)
- Castore in I tindaridi von Tommaso Traetta (Parma, 1760)
- Alceste in Demetrio von Baldassare Galuppi (Padua, 1761)
- Tiridate in Zenobia von Giovanni Battista Pescetti (Padua, 1761)
- Megacle in L’olimpiade von Niccolò Jommelli (Stuttgart, 1761)
- Alceste in Demetrio von Giuseppe Ponzo (Turin, 1762)
- Achille in Ifigenia in Aulide von Ferdinando Bertoni (Turin, 1762)
- Enea in Didone abbadonata von Niccolò Jommelli (Stuttgart, 1763)
- Timante in Demofoonte von Niccolò Jommelli (Stuttgart, 1764)
- Motezuma in Motezuma von Gian Francesco de Majo (Turin, 1765)
- Megacle in L’olimpiade von Johann Adolph Hasse (Turin, 1765)
- Aminta in Il re pastore von Niccolò Piccinni (Neapel, 1765)
- Euriso in Creso von Antonio Sacchini (Neapel, 1765)
- Teseo im Pasticcio Arianna e Teseo (Palermo, 1766)
- Fetonte in Fetonte von Niccolò Jommelli (Stuttgart, 1768)
- Gandarte in Nicoraste von Antonio Sacchini (Venedig, 1769)
- Giulio Cesare in Cesare in Egitto von Niccolò Piccinni (Mailand, 1770)
- Enea in Didone abbandonata von Ignazio Celoniati (Mailand, 1770)
- Rinaldo in Armida abbandonata von Niccolò Jommelli (Neapel, 1770; Florenz, 1775)
- Demetrio in Antigono von Pasquale Cafaro (Neapel, 1770)
- Timante in Demofoonte von Niccolò Jommelli (Neapel, 1770)
- Eumene in Eumene von Gian Francesco de Majo (Neapel, 1771)
- Perseo in Andromeda von Giuseppe Colla (Turin, 1772)
- Maometto in Tamas Kouli-Kan nell'Indie von Gaetano Pugnani (Turin, 1772)
- Sesto in La clemenza di Tito von Pasquale Anfossi (Neapel, 1772)
- Achille in Achille in Sciro von Antonio Amicone (Neapel, 1772)
- Titano in Cerere placata von Niccolò Jommelli (Neapel, 1772)
- Linceo in Ipermestra von Niccolò Piccinni (Neapel, 1772)
- Teseo in Arianna e Teseo von Giacomo Insanguine (Neapel, 1773)
- Alceste im Pasticcio Demetrio (Florenz, 1774)
- Maometto in Tamas Kouli-Kan nell'Indie von Pietro Alessandro Guglielmi (Florenz, 1774)
- Vologeso in Vologeso re de’ Parti von Giovanni Marco Rutini (Florenz, 1775)
- Marco Antonio in Cleopatra von Carlo Monza (Turin, 1776)
- Sicotenal in Sicotenal von Giovanni Marco Rutini (Turin, 1776)
- Telemaco in Calipso von Bernardino Ottani (Turin, 1777)
- Titelrolle in Gengis-Kan von Pasquale Anfossi (Turin, 1777)
- Euriso in Creso re di Lidia von Giovanni Battista Borghi (Florenz, 1777)
- Enea in Enea nel Lazio von Antonio Burroni (Rom, 1778)
- Megacle in L’olimpiade von Pasquale Anfossi (Rom, Perugia, und Treviso, 1778)
- Arsace in Medonte, re di Epiro von Giuseppe Sarti (Perugia, 1778; Florenz, 1779)
- Cleomene in Erifile von Francesco Bianchi (Florenz, 1779)
- Selimo im Pasticcio Il Solimano (Florenz, 1779)
- Tarsile in La Calliroe von Josef Mysliveček (Pisa, 1779)
- Annio im Pasticcio Cajo Mario (Pisa, 1779)
- Annio in Cajo Mario von Domenico Cimarosa (Rom, 1780)
- Tito in Tito nelle Gallie von Pasquale Anfossi (Rom, 1780)

## Kompositionen (Auswahl)
- Six favorite Italian duos for two voices, London, S. Babb (ca. 1780),
- Five… Italian duettos for two voices. Composed by Sigr. G. Aprile and one by Sigr. G. Sarti, London, S. Babb (ca. 1780),
- Twelve favorite canzonets… Set with accompanyments for the Piano forte or pedal harp… by P. Seybold op. IV, Brighthelmstone (circa 1785), tutte al British Museum di Londra,
- Six canzonets with an accompaniment for the great or small harp, Piano forte or harpsichord, London, Longman and Broderip (ca. 1790). Una composizione strumentale dell'A. compare nei Six divertimentos for two violins and a bass… by Pugnani, Vachon, Borghi & Aprile (Londra, W. Napier, verso il 1772).

## Einzelanmerkungen
1. 1 2 3 4 5 6 7 8 9 10 11 12 13 14 15 16 17 18 19 20 21 22 23 24 25 26 27 28 29 30 31 32 33  Nicola Vacca: Giuseppe Aprile. In:  Dizionario Biografico degli Italiani (DBI).
2. 1 2 3 4  Dale E. Monson:  Aprile, Giuseppe (Scirolo, Scirolino, Sciroletto), auf Grove Music online, 2001 (englisch; Abruf am 11. Februar 2020)
3. ↑  Es ist nicht ganz klar, ob hier Manuel Garcia d. Ältere oder García d. Jüngere gemeint ist.
4. ↑  Michael Kelly: Reminiscences of the King's Theatre and Theatre Royal Drury Lane, with original anecdotes of many distinguished persons, political, literary and musical, 2 Bände, Colburn, London 1826. Hier nach: Nicola Vacca, Silvana Simonetti: Aprile, Giuseppe, detto Scirolino o Sciroletto, in: Dizionario Biografico degli Italiani, Volume 3, 1961, online auf Treccani
5. ↑  Charles Burney: Tagebuch einer musikalischen Reise, Hamburg 1772 (deutsche Übersetzung v. C. D. Ebeling), Bärenreiter, Kassel 2003, S. 246.
6. 1 2  Christian Friedrich Daniel Schubart: Ideen zu einer Aesthetik der Tonkunst Stuttgart, 1806, S. 56, online auf archive.org (Abruf am 11. Februar 2020)
7. ↑  Diese und alle folgenden Informationen aus: Claudio Sartori:  I libretti italiani a stampa dalle origini al 1800, Cuneo, 1992–1994.

| Personendaten    | Personendaten                           |
| ---------------- | --------------------------------------- |
| NAME             | Aprile, Giuseppe                        |
| ALTERNATIVNAMEN  | Aprili, Giuseppe; Scirolino; Sciroletto |
| KURZBESCHREIBUNG | italienischer Opernsänger               |
| GEBURTSDATUM     | 28. Oktober 1732                        |
| GEBURTSORT       | Martina Franca                          |
| STERBEDATUM      | 11. Januar 1813                         |
| STERBEORT        | Martina Franca                          |